# سازمان‌های اطلاعاتی بریتانیا
سازمان‌های اطلاعاتی بریتانیا، مجموعه‌ای از نهادهای وابسته به دولت، نیروهای مسلح و پلیس بریتانیا هستند؛ که به کار گردآوری اطلاعات و عملیات برای مقابله با خطرهایی که منافع بریتانیا و شهروندان آن را تهدید می‌کند، می‌پردازند. عمده‌ترین این سازمان‌ها عبارت‌اند از:
- سرویس اطلاعات مخفی (Secret Intelligence Service)
- سرویس امنیتی (Security Service)
- کمیته مشترک اطلاعات (Joint Intelligence Committee)
- سپاه اطلاعات (Intelligence Corps)
- اطلاعات نیروی هوائی پادشاهی (RAF Intelligence)
- بخش اطلاعات نیروی دریائی (Department of Naval Intelligence)
- ستاد مخابرات دولت (Government Communications Headquarters)
- شاخه ویژه (Special Branch)

در نوشته‌های فارسی اولین نهاد از فهرست بالا با نام "سکرت اینتلیجنس سرویس" (یا گاه به غلط "اینتلیجنت سرویس") یا سرویس اطلاعات مخفی شناخته شده‌تر ومعروف‌تر است. در منابع مختلف گاه از آن با سرنام SIS و گاه با سرنام قدیمی‌تر MI6 یاد می‌شود.
شخصیت داستانی جیمز باند، یکی از مأموران SIS است.